# Curvelândia
Curvelândia là một đô thị thuộc bang Mato Grosso, Brasil. Đô thị này có diện tích 748,363 km², dân số năm 2007 là 4816 người, mật độ 6,44 người/km².